# The Yankees
The Yankees waren eine deutsche Beatband aus Bremen, die 1961 gegründet wurde und insbesondere durch die erste Folge der ARD-Jugendkult-Sendung Beat-Club überregionale Bedeutung erlangte.
Der Name „Yankees“ wurde vom Western Die Glorreichen Sieben inspiriert. Er war zunächst ein Zeichen des „Drangs zur Männlichkeit“. Die Herkunft des Wortes „Yankee“ ist ungeklärt, seine Bedeutung zweideutig, aber es steht in jedem Fall für ein Mitglied einer Bevölkerungsgruppe der USA – meist für Vertreter der Nordstaaten.

## Mitglieder
Über Entstehung, Mitglieder und Repertoire ist nur wenig bekannt. Zwischen August 1961 und April 1963 traten die Yankees jedenfalls in der Zusammensetzung Herbert Küster, Heinz Dieter „Hascha“ Hashagen, Friedel Herz und Frank „Frankie“ Bartelt auf. Gerd „Jerry“ Adamowsky, Sänger/Keyboarder (Hohner „Symphonik“) Günther Saalbach, Harald Blenke sowie Willi Eck sind wahrscheinlich ab 1963 zur Band gekommen, ebenso Lutz Kluge. Frontmann war der impulsive Mitgründer Bartelt, der zusammen mit Adamowsky auch den mehreren Plattenlabels erfolglos vorgestellten Titel Halbstark komponiert hatte. Der deutschsprachige Titel reflektierte in gekonnter Weise die Perspektive, aus der die Erwachsenen die „moderne Jugend“ geringschätzig und kritisch beurteilten. Der umgangssprachliche Ausdruck „Halbstarke“ charakterisierte undisziplinierte, rüde Halbwüchsige in Deutschland in den 50er und 60er Jahren.
Zu einem überregionalen Erfolg kam es nicht. Immerhin gewann die Band im Mai 1962 einen Wettbewerb im Jugendfreizeitheim Walle (Bremen). Es wird überliefert, dass die Gitarren-Anlage bis zu diesem Zeitpunkt aus halb-akustischen Gitarren bestand, die über große Röhrenradios verstärkt wurden. Anfang 1963 lernten die Yankees den Elektriker Wolfram Schloenzig kennen. Dieser baute ihnen eine – für damalige Zeiten überdimensionale – Verstärkeranlage mit 100 Watt Leistung, die kaum eine Band in Deutschland vorweisen konnte. Premiere hiermit war am 23. Februar 1963 bei einer Faschingsfeier im Bremer Berufsschulzentrum.

## Beat-Club
Die stadtbekannte Bremer Beatband Yankees und ihr damaliger Manager Rainer Janz waren auch dem Bremer Beat-Club-Produzenten Michael „Mike“ Leckebusch bekannt. Nachdem die Führung von Radio Bremen die Sendung des Beat-Clubs Mitte 1965 abgesegnet hatte, suchte Leckebusch nach Bands, die in der ersten Folge am 25. September 1965 auftreten sollten. Es lag zunächst fern, dass die noch unbekannte Sendung erstklassige Starbands der Pop-Musik für ihre Show gewinnen konnte. Deshalb engagierte man regional bekannte Bands wie John O’Hara and his Playboys (aus Sheffield) mit drei Titeln, das Star-Club-bekannte Frauenquartett The Liverbirds (aus Liverpool) – welches als erste Girlgroup der Welt gilt – mit drei Titeln und die – passend zum Namen der Band – in Uniformen der Nordstaaten-Armee aus dem amerikanischen Bürgerkrieg auftretenden Yankees mit vier Titeln. Als Opener der Sendung entschied man sich für Halbstark, den einzigen deutschsprachigen Song der ersten Folge. Diese erste Beat-Club-Folge war auch gleichzeitig der letzte Auftritt der Yankees in der erfolgreichen Musiksendung.

## Plattenvertrag
Durch den immensen Erfolg der ersten Beat-Club-Folge erhielten die Yankees nun ohne Schwierigkeiten einen Plattenvertrag bei Polydor Records, und erste Single war Halbstark / La-La-La-La-La-La (Du bist es immer) (Polydor Records 52589; Oktober 1965). Anstatt jedoch deutschlandweit – unterstützt durch den Live-Auftritt im Beat-Club – auf Tournee zu gehen, blieb die Gruppe in der Bremer Umgebung und verpasste damit die Chance auf größere Plattenumsätze. Mit I Was Born To Love You folgte zwar eine weitere Single, die jedoch nicht mehr veröffentlicht wurde, weil die Band sich kurz danach von ihrem eigenwilligen Frontmann und Sänger Frank Bartelt getrennt hatte. Ohne den Frontmann blieb der Erfolg jedoch aus.
Insgesamt wurden 24 Titel aufgenommen, die meisten davon (15) waren englischsprachige Covers anderer Interpreten. 15 Titel waren Privataufnahmen von 1964 für Radio Bremen, den CLUB 99, das Burger Landhaus und OCEANA/Bremen. Die Band löste sich 1968 auf, nur Keyboarder Günther Saalbach spielte noch bis in die 80er Jahre in anderen Bands.
Der Titel Halbstark erlangte in jüngster Zeit wieder Bekanntheit durch die erfolgreiche Cover-Single der deutschen Alternativ-Rapgruppe K.I.Z, die jedoch lediglich den Refrain verwendeten. Auf dem zum 120-jährigen Jubiläum von Werder Bremen 2019 erschienenen Album Lauter Werder wurde mit Heimstark von Die Original Deutschmacher eine Version des Titels mit neuem Text veröffentlicht. Der Titel wurde auch von der deutschen Punk-Gruppe Die Toten Hosen auf deren Album „Never Mind The Hosen – Here’s Die Roten Rosen“ gecovert und wird regelmäßig von ihnen bei Konzerten gespielt. Ferner fand der Song auch im Film Werner – Beinhart! Verwendung.

## Diskografie (mit Komponisten in Klammern)
- Halbstark (Gerd Adamowsky, Frank Bartelt)
- La-La-La-La-La-La (Du bist es immer) (Gerd Adamowsky, Frank Bartelt)
- Play, Gypsy  (C. Grey, N. Foley, E. Kálmán)
- So ein Luder (Heinrich Heine: Pferd und Esel aus 1854; Harald Blenke, Günter Saalbach)
- Liebelei (Harald Blenke, Günter Saalbach)
- In der roten Straßenbahn (Harald Blenke, Günter Saalbach)
- Mein Schlaraffenland (Harald Blenke, Günter Saalbach)
- Es ist aus und vorbei  (Harald Blenke, Günter Saalbach)
- Tequila (Chuck Rio)
- Poison Ivy (Jerry Leiber, Mike Stoller)
- I Should Have Known Better (John Lennon, Paul McCartney)
- I Was Born to Love You (Frank Bartelt, A.E. Wallace)
- Night Train
- Very Last Day
- Sunny Afternoon (Raymond Davis)
- A Hard Day’s Night (John Lennon, Paul McCartney)
- Amapola (Lacalle)
- I Can Tell (Ellas McDaniel, Samuels)
- Mashed Potatoes (Clyde Otis, Nancy Lee)
- Sugar and Spice (Fred Nightingale)
- Mexico (Boudleaux Bryant)
- Bergvagabunden sind wir (Hans Kolesa, Erich Hartinger, Walter Höfling)